# Арлінгтон-Гайтс (Вашингтон)
Арлінгтон-Гайтс (англ. Arlington Heights) — переписна місцевість (CDP) в США, в окрузі Сногоміш штату Вашингтон. Населення — 2477 осіб (2020).

## Географія
Арлінгтон-Гайтс розташований за координатами 48°12′43″ пн. ш. 122°3′47″ зх. д. / 48.21194° пн. ш. 122.06306° зх. д. (48.211920, -122.063006).  За даними Бюро перепису населення США в 2010 році переписна місцевість мала площу 21,75 км², уся площа — суходіл.

## Демографія
Згідно з переписом 2010 року, у переписній місцевості мешкали 2284 особи в 797 домогосподарствах у складі 646 родин. Густота населення становила 105 осіб/км².  Було 832 помешкання (38/км²).
Расовий склад населення:
| - 93,8 % — білих - 1,0 % — азіатів - 0,8 % — корінних американців - 0,3 % — чорних або афроамериканців - 0,1 % — вихідців з тихоокеанських островів - 1,4 % — осіб інших рас |

До двох чи більше рас належало 2,6 %. Частка іспаномовних становила 2,8 % від усіх жителів.
За віковим діапазоном населення розподілялося таким чином: 22,9 % — особи молодші 18 років, 65,1 % — особи у віці 18—64 років, 12,0 % — особи у віці 65 років та старші. Медіана віку мешканця становила 43,6 року. На 100 осіб жіночої статі у переписній місцевості припадало 101,1 чоловіків;  на 100 жінок у віці від 18 років та старших — 101,8 чоловіків також старших 18 років.
Середній дохід на одне домашнє господарство  становив 90 980 доларів США (медіана — 88 828), а середній дохід на одну сім'ю — 101 922 долари (медіана — 97 386). Медіана доходів становила 67 250 доларів для чоловіків та 34 780 доларів для жінок. За межею бідності перебувало 9,0 % осіб, у тому числі 11,4 % дітей у віці до 18 років та 10,6 % осіб у віці 65 років та старших.
Цивільне працевлаштоване населення становило 1348 осіб. Основні галузі зайнятості: будівництво — 21,5 %, виробництво — 20,7 %, освіта, охорона здоров'я та соціальна допомога — 16,2 %, роздрібна торгівля — 11,8 %.